# Eleições presidenciais portuguesas de 1958
As eleições presidenciais portuguesas de 1958 realizaram-se no período denominado Estado Novo, o regime liderado pelo primeiro-ministro António de Oliveira Salazar. O ato ocorreu no dia 8 de Junho de 1958. Face à popularidade do oposicionista General Humberto Delgado, o regime volta a recorrer à fraude para eleger Américo Thomaz. Para parte da historiografia corrente, este foi o início do fim do Estado Novo.

### A campanha
O então Presidente Francisco Craveiro Lopes entrou em conflito com Salazar e não procurou obter um segundo mandato. O candidato do regime de Salazar e da União Nacional, o partido único, foi o ministro dos assuntos navais, almirante Américo Tomás. 
A oposição democrática apoiou o general Humberto Delgado, que concorreu como candidato independente numa tentativa de mudar o regime. Houve também uma terceira candidatura, a de Arlindo Vicente, apoiada pelo Partido Comunista Português; no entanto, a 30 de maio de 1958, Vicente desiste a favor de Humberto Delgado, com o objetivo de reunir as forças da oposição em torno de uma única candidatura. Esse entendimento ficou conhecido para a História como o Pacto de Cacilhas.
Delgado, mobilizou a oposição pelo país fora, marcada por alguns eventos de monta. O mais famoso, é quando perguntado pela agência noticiosa France Presse (AFP) o que faria com o Presidente do Conselho António de Oliveira Salazar, Delgado respondesse algo semelhante a "Obviamente, demito-o!". Mas o apoio popular a uma candidatura da oposição no Porto, Coimbra, Lisboa, ou Beja assustaria o regime, que reagiria com ameaças, bastonadas e detenções da PIDE, GNR ou PSP.

### O resultado
O escrutínio oficial deu 76.42% a Tomás e cerca de 23.58% a Delgado. A polícia secreta do regime, a PIDE, assediou os apoiantes de Humberto Delgado, e houve muitos relatos de fraude eleitoral. Delgado contestou os resultados e houve pequenas correções, que após analisadas pelos tribunais retiraram cerca de 6000 votos a Américo Tomás. Delgado, venceu oficialmente em 16 concelhos do país, tendo em alguns lugares, como, por exemplo, no distrito de Santarém, onde chegou a obter 83% dos votos em Alpiarça, 77.9% em Almeirim, 72.4% em Alcanena e 51.2% em Rio Maior. 
José Pacheco Pereira ao descrever o ato eleitoral refere que “... o que aconteceu em muitas mesas de voto, intimidações, violação das urnas, impedimentos à fiscalização, votos de grupos de legionários que se deslocavam de urna em urna, falseamento de atas com resultados. No mesmo dia dão-se várias prisões...”
No entanto, fosse qual fosse o resultado, a ausência de fiscalização e o clima de medo, inevitável num país onde a polícia política continuava a atuar abertamente, inevitavelmente condicionou as eleições de 1958. 

### Repercussões
Os resultados tiveram repercussões no Estado Novo e na oposição. 
O choque da classe dirigente da ditadura levou a que em 1959 a responsabilidade da eleição dos presidentes passasse a ser uma competência da Assembleia Nacional.
A oposição iria radicalizar-se. Sem a hipótese real de derrotar o Estado Novo nas urnas devido à fraude e intimidação, opta pela luta armada. Sucedem-se as iniciativas como:
- Golpe da Sé, 11-12 de Março de 1959;
- A ocupação do paquete Santa Maria, liderado por Henrique Galvão, 22 de Janeiro de 1961; 
- Desvio de avião da TAP para lançar dezenas de milhares de panfletos sobre Lisboa liderado por Palma Inácio, 10 de Novembro de 1961;
- Revolta de Beja liderado por João Varela Gomes, 31 de Dezembro 1961 - 1 de Janeiro de 1962;

## Tabela de resultados oficiais
| Candidato               | Candidato               | Partidos Apoiantes          | Votos                | %                    |
| ----------------------- | ----------------------- | --------------------------- | -------------------- | -------------------- |
|                         | Américo Tomás           | União Nacional              | 765 081              | 76,42 / 100,00       |
|                         | Humberto Delgado        | Independente                | 236 057              | 23,58 / 100,00       |
|                         | Arlindo Vicente         | Partido Comunista Português | Desistiu             | Desistiu             |
| Votos Inválidos         | Votos Inválidos         | Votos Inválidos             | 340                  | 0,03 / 100,00        |
| Total                   | Total                   | Total                       | 1 001 138            | 100,00 / 100,00      |
| Eleitorado/Participação | Eleitorado/Participação | Eleitorado/Participação     | 1 294 779            | 77,32 / 100,00       |
| Fonte:                  | Fonte:                  | Fonte:                      | [ 12 ] [ 13 ] [ 14 ] | [ 12 ] [ 13 ] [ 14 ] |

## Resultados por círculo eleitoral
| Círculo eleitoral   | Américo Tomás | Américo Tomás | Humberto Delgado | Humberto Delgado | Votos inválidos | Votantes |
| Círculo eleitoral   | %             | Votos         | %                | votos            | Votos inválidos | Votantes |
| ------------------- | ------------- | ------------- | ---------------- | ---------------- | --------------- | -------- |
| Aveiro              | 69,5          | 40087         | 30,5             | 17651            | —               | 57738    |
| Beja                | 86,7          | 14540         | 13,3             | 2209             | 11              | 16760    |
| Braga               | 72,2          | 48813         | 27,8             | 18809            | —               | 67622    |
| Bragança            | 75,9          | 19534         | 24,1             | 6193             | —               | 25727    |
| Castelo Branco      | 93,1          | 30783         | 6,9              | 2271             | —               | 33054    |
| Coimbra             | 71,4          | 33944         | 28,6             | 13629            | —               | 47573    |
| Évora               | 76,5          | 13101         | 23,5             | 3865             | 154             | 17120    |
| Faro                | 86,7          | 22179         | 13,3             | 3405             | —               | 25584    |
| Guarda              | 83,2          | 29565         | 16,8             | 5983             | —               | 35548    |
| Leiria              | 76,1          | 33284         | 23,9             | 10433            | —               | 43717    |
| Lisboa              | 71,9          | 110939        | 28,1             | 49359            | —               | 154298   |
| Portalegre          | 82,1          | 16542         | 17,9             | 3812             | 14              | 20368    |
| Porto               | 65,9          | 69174         | 34,1             | 35743            | —               | 104917   |
| Santarém            | 64,2          | 37645         | 35,8             | 20974            | —               | 58619    |
| Setúbal             | 70,6          | 12973         | 29,4             | 5409             | —               | 18382    |
| Viana do Castelo    | 73,9          | 20797         | 26,1             | 7342             | —               | 28139    |
| Vila Real           | 85,6          | 26899         | 14,4             | 4519             | —               | 31418    |
| Viseu               | 85,1          | 46692         | 14,9             | 8117             | —               | 54809    |
| Funchal             | 85,6          | 16024         | 14,4             | 2698             | —               | 18722    |
| Angra do Heroísmo   | 99,7          | 11255         | 0,3              | 32               | —               | 11287    |
| Horta               | —             | —             | —                | —                | —               | —        |
| Ponta Delgada       | 95,3          | 13796         | 4,7              | 688              | —               | 14484    |
| Cabo Verde          | 97,7          | 13191         | 2,3              | 314              | —               | 13505    |
| Guiné               | 79,1          | 1624          | 20,9             | 730              | —               | 2054     |
| São Tomé e Príncipe | 100           | 5249          | —                | —                | —               | 5249     |
| Angola              | 68,3          | 22295         | 31,7             | 10360            | —               | 32655    |
| Moçambique          | 61,3          | 13385         | 38,7             | 8454             | —               | 21839    |
| Estados da Índia    | 95,7          | 16773         | 4,3              | 765              | —               | 17438    |
| Macau               | 90,8          | 1507          | —                | —                | 152             | 1659     |
| Timor               | 100           | 1853          | —                | —                | 9               | 1862     |
| Portugal            | 76,42         | 765081        | 23,58            | 236 057          | 340             | 1001138  |
| Fontes:             |               |               |                  |                  |                 |          |

## Resultados por concelhos

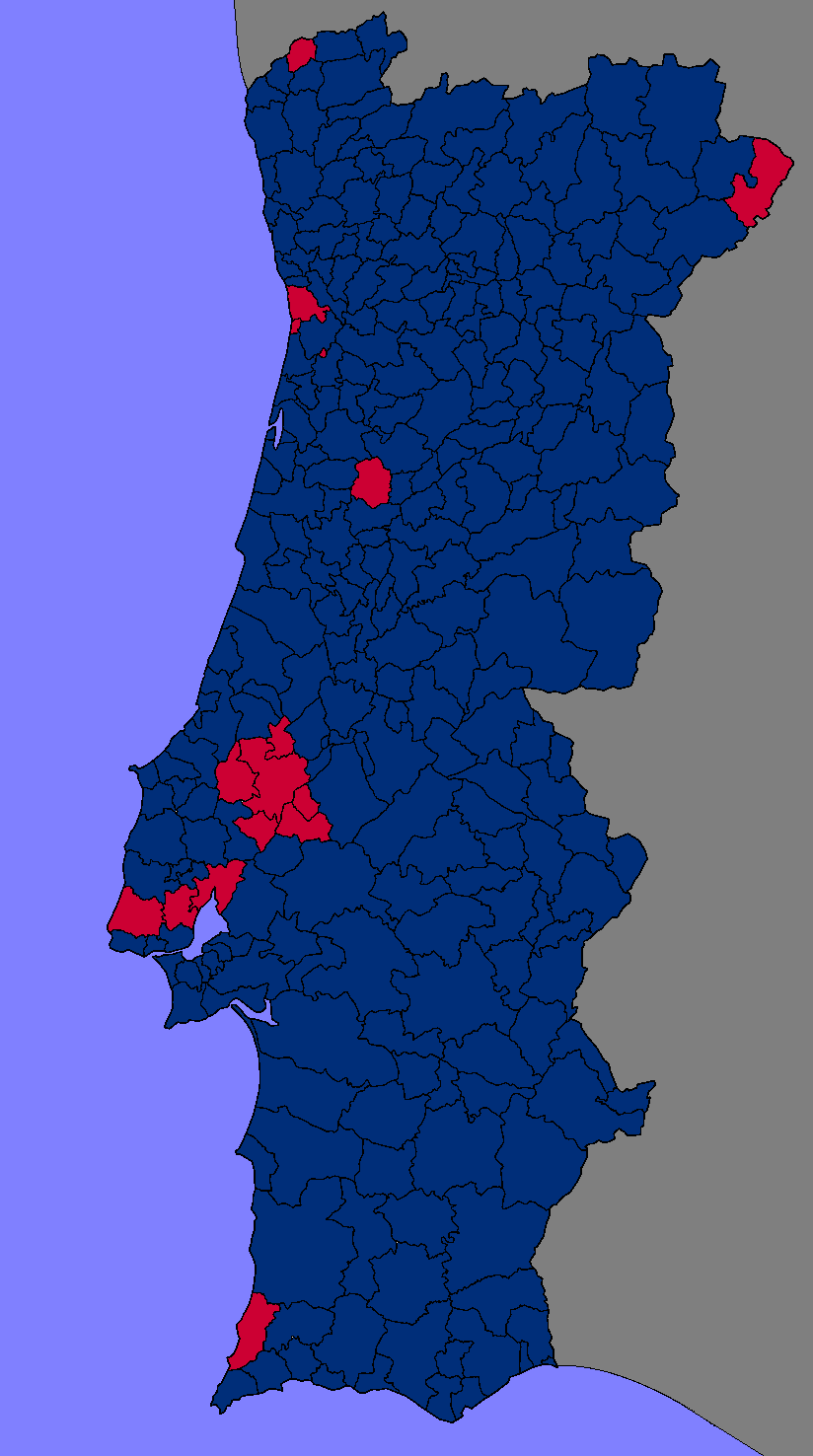
Mapa das eleições presidenciais portuguesas de 1958 por concelhos. Américo Thomaz (azul), Humberto Delgado (vermelho).

| Distrito         | Concelho                    | %     | %    | Votantes |
| Distrito         | Concelho                    | AT    | HD   | Votantes |
| ---------------- | --------------------------- | ----- | ---- | -------- |
| Aveiro           | Águeda                      | 64,0  | 36,0 | 5018     |
| Aveiro           | Albergaria-a-Velha          | 60,7  | 39,3 | 2367     |
| Aveiro           | Anadia                      | 70,1  | 29,9 | 3655     |
| Aveiro           | Arouca                      | 84,3  | 15,7 | 3388     |
| Aveiro           | Aveiro                      | 63,7  | 36,3 | 5270     |
| Aveiro           | Castelo de Paiva            | 90,0  | 10,0 | 2232     |
| Aveiro           | Espinho                     | 46,5  | 53,5 | 2375     |
| Aveiro           | Estarreja                   | 60,7  | 39,3 | 3108     |
| Aveiro           | Ílhavo                      | 55,2  | 44,8 | 1846     |
| Aveiro           | Mealhada                    | 74,2  | 25,8 | 1547     |
| Aveiro           | Murtosa                     | 94,6  | 5,4  | 1197     |
| Aveiro           | Oliveira de Azeméis         | 82,3  | 17,7 | 4492     |
| Aveiro           | Oliveira do Bairro          | 79,2  | 20,8 | 1911     |
| Aveiro           | Ovar                        | 70,0  | 30,0 | 3139     |
| Aveiro           | Santa Maria da Feira        | 67,9  | 32,1 | 8501     |
| Aveiro           | São João da Madeira         | 45,1  | 54,9 | 1324     |
| Aveiro           | Sever do Vouga              | 70,5  | 29,5 | 1780     |
| Aveiro           | Vagos                       | 75,4  | 24,6 | 1925     |
| Aveiro           | Vale de Cambra              | 71,3  | 28,7 | 2663     |
| Beja             | Aljustrel                   | 89,8  | 10,2 | 891      |
| Beja             | Almodôvar                   | 92,2  | 7,9  | 1296     |
| Beja             | Alvito                      | 94,4  | 5,6  | 480      |
| Beja             | Barrancos                   | 99,1  | 0,9  | 302      |
| Beja             | Beja                        | 88,1  | 11,1 | 2726     |
| Beja             | Castro Verde                | 90,2  | 9,8  | 692      |
| Beja             | Cuba                        | 99,8  | 0,14 | 667      |
| Beja             | Ferreira do Alentejo        | 97,3  | 2,7  | 1070     |
| Beja             | Mértola                     | 84,0  | 16,0 | 1312     |
| Beja             | Moura                       | 68,4  | 31,6 | 1798     |
| Beja             | Odemira                     | 85,1  | 14,9 | 1944     |
| Beja             | Ourique                     | 95,9  | 4,1  | 800      |
| Beja             | Serpa                       | 77,5  | 22,5 | 1580     |
| Beja             | Vidigueira                  | 95,4  | 4,6  | 1204     |
| Braga            | Amares                      | 87,4  | 12,6 | 2243     |
| Braga            | Barcelos                    | 70,7  | 29,3 | 9441     |
| Braga            | Braga                       | 67,3  | 32,7 | 12809    |
| Braga            | Cabeceiras de Basto         | 92,1  | 7,9  | 2617     |
| Braga            | Celorico de Basto           | 93,7  | 6,3  | 2816     |
| Braga            | Esposende                   | 77,2  | 22,8 | 2519     |
| Braga            | Fafe                        | 86,1  | 13,9 | 5745     |
| Braga            | Guimarães                   | 58,5  | 41,5 | 10884    |
| Braga            | Póvoa de Lanhoso            | 72,2  | 27,8 | 2427     |
| Braga            | Terras de Bouro             | 87,2  | 12,8 | 1456     |
| Braga            | Vieira do Minho             | 60,8  | 39,2 | 2237     |
| Braga            | Vila Nova de Famalicão      | 57,2  | 42,8 | 7331     |
| Braga            | Vila Verde                  | 91,8  | 8,2  | 5097     |
| Bragança         | Alfândega da Fé             | 97,2  | 2,8  | 1398     |
| Bragança         | Bragança                    | 61,1  | 38,9 | 4386     |
| Bragança         | Carrazeda de Ansiães        | 86,6  | 13,4 | 1799     |
| Bragança         | Freixo de Espada à Cinta    | 67,5  | 32,5 | 826      |
| Bragança         | Macedo de Cavaleiros        | 81,7  | 18,3 | 3199     |
| Bragança         | Miranda do Douro            | 45,3  | 54,7 | 1931     |
| Bragança         | Mirandela                   | 78,6  | 21,4 | 3438     |
| Bragança         | Mogadouro                   | 68,4  | 31,6 | 1804     |
| Bragança         | Torre de Moncorvo           | 86,6  | 13,4 | 2084     |
| Bragança         | Vila Flor                   | 95,8  | 4,2  | 2007     |
| Bragança         | Vimioso                     | 59,8  | 40,2 | 1208     |
| Bragança         | Vinhais                     | 70,7  | 29,3 | 1647     |
| Castelo Branco   | Belmonte                    | 88,7  | 11,3 | 909      |
| Castelo Branco   | Castelo Branco              | 86,1  | 13,9 | 5844     |
| Castelo Branco   | Covilhã                     | 85,7  | 14,3 | 4713     |
| Castelo Branco   | Fundão                      | 94,0  | 6,0  | 4502     |
| Castelo Branco   | Idanha-a-Nova               | 97,0  | 3,0  | 3430     |
| Castelo Branco   | Oleiros                     | 99,8  | 0,2  | 2320     |
| Castelo Branco   | Penamacor                   | 95,4  | 4,6  | 2191     |
| Castelo Branco   | Proença-a-Nova              | 99,0  | 1,0  | 3129     |
| Castelo Branco   | Sertã                       | 97,6  | 2,4  | 3523     |
| Castelo Branco   | Vila de Rei                 | 87,8  | 12,2 | 1140     |
| Castelo Branco   | Vila Velha de Ródão         | 95,3  | 4,7  | 1353     |
| Coimbra          | Arganil                     | 79,0  | 21,0 | 2307     |
| Coimbra          | Cantanhede                  | 73,7  | 26,3 | 4056     |
| Coimbra          | Coimbra                     | 62,7  | 37,3 | 11339    |
| Coimbra          | Condeixa-a-Nova             | 81,5  | 18,5 | 1846     |
| Coimbra          | Figueira da Foz             | 55,0  | 45,0 | 3677     |
| Coimbra          | Góis                        | 78,9  | 21,1 | 1092     |
| Coimbra          | Lousã                       | 62,3  | 37,7 | 2638     |
| Coimbra          | Mira                        | 55,7  | 44,3 | 934      |
| Coimbra          | Miranda do Corvo            | 75,2  | 24,8 | 1163     |
| Coimbra          | Montemor-o-Velho            | 64,1  | 35,9 | 3273     |
| Coimbra          | Oliveira do Hospital        | 96,0  | 4,0  | 4186     |
| Coimbra          | Pampilhosa da Serra         | 95,1  | 4,9  | 1207     |
| Coimbra          | Penacova                    | 72,0  | 28,0 | 2024     |
| Coimbra          | Penela                      | 80,1  | 19,9 | 1587     |
| Coimbra          | Poiares                     | 75,8  | 24,2 | 1087     |
| Coimbra          | Soure                       | 67,9  | 32,1 | 3306     |
| Coimbra          | Tábua                       | 82,8  | 17,2 | 1851     |
| Évora            | Alandroal                   | 83,4  | 16,6 | 1024     |
| Évora            | Arraiolos                   | 73,3  | 26,7 | 804      |
| Évora            | Borba                       | 55,6  | 44,4 | 900      |
| Évora            | Estremoz                    | 77,0  | 23,0 | 1639     |
| Évora            | Évora                       | 71,6  | 28,4 | 3677     |
| Évora            | Montemor-o-Novo             | 73,0  | 27,0 | 2490     |
| Évora            | Mora                        | 95,7  | 4,3  | 1128     |
| Évora            | Mourão                      | 94,6  | 5,4  | 675      |
| Évora            | Portel                      | 82,6  | 17,4 | 863      |
| Évora            | Redondo                     | 63,1  | 36,9 | 698      |
| Évora            | Reguengos de Monsaraz       | 88,5  | 11,5 | 1408     |
| Évora            | Viana do Alentejo           | 55,5  | 44,5 | 846      |
| Évora            | Vila Viçosa                 | 68,1  | 31,9 | 968      |
| Faro             | Albufeira                   | 96,4  | 3,6  | 1665     |
| Faro             | Alcoutim                    | 88,8  | 11,2 | 695      |
| Faro             | Aljezur                     | 45,3  | 54,7 | 598      |
| Faro             | Alportel                    | 90,0  | 10,0 | 1261     |
| Faro             | Castro Marim                | 97,1  | 2,9  | 1201     |
| Faro             | Faro                        | 76,4  | 23,6 | 2817     |
| Faro             | Lagoa                       | 84,0  | 16,0 | 1067     |
| Faro             | Lagos                       | 86,9  | 13,1 | 1307     |
| Faro             | Loulé                       | 92,9  | 7,1  | 4444     |
| Faro             | Monchique                   | 98,4  | 1,6  | 1222     |
| Faro             | Olhão                       | 87,2  | 12,8 | 2135     |
| Faro             | Portimão                    | 73,6  | 26,4 | 1518     |
| Faro             | Silves                      | 76,2  | 23,8 | 1473     |
| Faro             | Tavira                      | 84,2  | 15,8 | 1523     |
| Faro             | Vila do Bispo               | 99,4  | 0,6  | 1376     |
| Faro             | Vila Real de Santo António  | 86,2  | 13,8 | 1282     |
| Guarda           | Aguiar da Beira             | 95,4  | 4,6  | 999      |
| Guarda           | Almeida                     | 94,3  | 5,7  | 2673     |
| Guarda           | Celorico da Beira           | 92,0  | 8,0  | 2037     |
| Guarda           | Figueira de Castelo Rodrigo | 72,9  | 27,1 | 1354     |
| Guarda           | Fornos de Algodres          | 94,3  | 5,7  | 1177     |
| Guarda           | Gouveia                     | 65,5  | 34,5 | 3923     |
| Guarda           | Guarda                      | 71,6  | 28,4 | 5888     |
| Guarda           | Manteigas                   | 73,9  | 26,1 | 693      |
| Guarda           | Mêda                        | 94,8  | 5,2  | 1716     |
| Guarda           | Pinhel                      | 78,3  | 21,7 | 2510     |
| Guarda           | Sabugal                     | 96,0  | 4,0  | 4062     |
| Guarda           | Seia                        | 85,1  | 14,9 | 4478     |
| Guarda           | Trancoso                    | 90,3  | 9,7  | 2268     |
| Guarda           | Vila Nova de Foz Côa        | 82,4  | 17,6 | 1770     |
| Leiria           | Alcobaça                    | 64,2  | 35,8 | 4748     |
| Leiria           | Alvaiázere                  | 92,7  | 7,3  | 1499     |
| Leiria           | Ansião                      | 81,1  | 18,9 | 1603     |
| Leiria           | Batalha                     | 87,3  | 12,7 | 2053     |
| Leiria           | Bombarral                   | 75,7  | 24,3 | 1833     |
| Leiria           | Caldas da Rainha            | 64,3  | 35,7 | 3233     |
| Leiria           | Castanheira de Pera         | 100   | 0    | 1412     |
| Leiria           | Figueiró dos Vinhos         | 97,5  | 2,5  | 2743     |
| Leiria           | Leiria                      | 73,2  | 26,8 | 9246     |
| Leiria           | Marinha Grande              | 53,2  | 46,8 | 1640     |
| Leiria           | Nazaré                      | 53,6  | 46,4 | 1492     |
| Leiria           | Óbidos                      | 77,6  | 22,4 | 1277     |
| Leiria           | Pedrógão Grande             | 93,4  | 6,6  | 1818     |
| Leiria           | Peniche                     | 63,9  | 36,1 | 1917     |
| Leiria           | Pombal                      | 73,1  | 26,9 | 3703     |
| Leiria           | Porto de Mós                | 89,7  | 10,3 | 3500     |
| Lisboa           | Alenquer                    | 61,5  | 38,5 | 2773     |
| Lisboa           | Arruda dos Vinhos           | 62,5  | 37,5 | 808      |
| Lisboa           | Azambuja                    | 80,3  | 19,7 | 2344     |
| Lisboa           | Cadaval                     | 62,2  | 37,8 | 1789     |
| Lisboa           | Cascais                     | 75, 4 | 24,6 | 4263     |
| Lisboa           | Lisboa                      | 75,3  | 24,7 | 105978   |
| Lisboa           | Loures                      | 44,3  | 55,7 | 7219     |
| Lisboa           | Lourinhã                    | 92,5  | 7,5  | 2171     |
| Lisboa           | Mafra                       | 85,5  | 14,5 | 4694     |
| Lisboa           | Oeiras                      | 70,3  | 29,7 | 6655     |
| Lisboa           | Sintra                      | 49,2  | 50,8 | 5462     |
| Lisboa           | Sobral de Monte Agraço      | 78,9  | 21,1 | 700      |
| Lisboa           | Torres Vedras               | 79,6  | 20,4 | 5344     |
| Lisboa           | Vila Franca de Xira         | 34,2  | 65,8 | 4098     |
| Portalegre       | Alter do Chão               | 70,4  | 29,6 | 997      |
| Portalegre       | Arronches                   | 96,3  | 3,7  | 803      |
| Portalegre       | Avis                        | 60,3  | 39,7 | 969      |
| Portalegre       | Campo Maior                 | 92,3  | 7,7  | 1200     |
| Portalegre       | Castelo de Vide             | 69,4  | 30,6 | 804      |
| Portalegre       | Crato                       | 69,6  | 30,4 | 1056     |
| Portalegre       | Elvas                       | 86,2  | 13,8 | 2190     |
| Portalegre       | Fronteira                   | 86,2  | 12,1 | 665      |
| Portalegre       | Gavião                      | 79,0  | 21,0 | 1328     |
| Portalegre       | Marvão                      | 95,7  | 4,3  | 901      |
| Portalegre       | Monforte                    | 90,2  | 9,2  | 789      |
| Portalegre       | Nisa                        | 78,7  | 21,3 | 2564     |
| Portalegre       | Ponte de Sor                | 57,9  | 42,1 | 1624     |
| Portalegre       | Portalegre                  | 89,6  | 10,4 | 3318     |
| Portalegre       | Sousel                      | 92,4  | 7,1  | 1160     |
| Porto            | Amarante                    | 71,3  | 28,7 | 4252     |
| Porto            | Baião                       | 85,8  | 14,2 | 2170     |
| Porto            | Felgueiras                  | 76,5  | 23,5 | 3472     |
| Porto            | Gondomar                    | 69,3  | 30,7 | 6996     |
| Porto            | Lousada                     | 74,1  | 25,9 | 2085     |
| Porto            | Maia                        | 60,2  | 39,8 | 3277     |
| Porto            | Marco de Canaveses          | 89,7  | 10,3 | 3836     |
| Porto            | Matosinhos                  | 55,0  | 45,0 | 6634     |
| Porto            | Paços de Ferreira           | 70,5  | 29,5 | 2668     |
| Porto            | Paredes                     | 72,3  | 27,7 | 4409     |
| Porto            | Penafiel                    | 78,6  | 21,4 | 4740     |
| Porto            | Porto                       | 67,4  | 32,6 | 27167    |
| Porto            | Póvoa de Varzim             | 67,7  | 32,3 | 3910     |
| Porto            | Santo Tirso                 | 58,8  | 41,2 | 7406     |
| Porto            | Valongo                     | 71,6  | 28,4 | 2009     |
| Porto            | Vila do Conde               | 70,6  | 29,4 | 5147     |
| Porto            | Vila Nova de Gaia           | 47,3  | 52,7 | 14739    |
| Santarém         | Abrantes                    | 64,9  | 35,1 | 5874     |
| Santarém         | Alcanena                    | 27,6  | 72,4 | 2711     |
| Santarém         | Almeirim                    | 22,1  | 77,9 | 1814     |
| Santarém         | Alpiarça                    | 17,0  | 83,0 | 710      |
| Santarém         | Benavente                   | 78,6  | 21,4 | 1362     |
| Santarém         | Cartaxo                     | 32,1  | 67,9 | 2792     |
| Santarém         | Chamusca                    | 55,2  | 44,8 | 1432     |
| Santarém         | Constância                  | 79,1  | 20,9 | 965      |
| Santarém         | Coruche                     | 75,7  | 24,3 | 1765     |
| Santarém         | Entroncamento               | 90,2  | 9,8  | 2046     |
| Santarém         | Ferreira do Zêzere          | 91,2  | 8,8  | 1972     |
| Santarém         | Golegã                      | 71,1  | 28,9 | 700      |
| Santarém         | Mação                       | 93,9  | 6,1  | 4682     |
| Santarém         | Rio Maior                   | 48,8  | 51,2 | 1996     |
| Santarém         | Salvaterra de Magos         | 56,6  | 43,4 | 1122     |
| Santarém         | Santarém                    | 46,6  | 53,4 | 8086     |
| Santarém         | Sardoal                     | 99,8  | 0,2  | 1306     |
| Santarém         | Tomar                       | 68,2  | 31,8 | 5566     |
| Santarém         | Torres Novas                | 69,2  | 30,8 | 5778     |
| Santarém         | Vila Nova da Barquinha      | 65,9  | 34,1 | 1480     |
| Santarém         | Vila Nova de Ourém          | 83,2  | 16,8 | 4463     |
| Setúbal          | Alcácer do Sal              | 68,9  | 31,1 | 1056     |
| Setúbal          | Alcochete                   | 85,4  | 14,6 | 556      |
| Setúbal          | Almada                      | 50,6  | 49,4 | 2973     |
| Setúbal          | Barreiro                    | 75,8  | 24,2 | 2005     |
| Setúbal          | Grândola                    | 77,5  | 22,5 | 986      |
| Setúbal          | Moita                       | 59,7  | 40,3 | 551      |
| Setúbal          | Montijo                     | 67,1  | 32,9 | 1248     |
| Setúbal          | Palmela                     | 84,9  | 15,1 | 1293     |
| Setúbal          | Santiago do Cacém           | 69,4  | 30,6 | 1966     |
| Setúbal          | Seixal                      | 63,4  | 36,6 | 729      |
| Setúbal          | Setúbal                     | 73,1  | 26,9 | 3719     |
| Setúbal          | Sesimbra                    | 92,5  | 7,5  | 1060     |
| Setúbal          | Sines                       | 80,0  | 20,0 | 240      |
| Viana do Castelo | Arcos de Valdevez           | 98,3  | 1,7  | 3666     |
| Viana do Castelo | Caminha                     | 50,2  | 49,8 | 1708     |
| Viana do Castelo | Melgaço                     | 88,7  | 11,3 | 1171     |
| Viana do Castelo | Monção                      | 84,9  | 15,1 | 1974     |
| Viana do Castelo | Paredes de Coura            | 68,5  | 11,5 | 1506     |
| Viana do Castelo | Ponte da Barca              | 86,7  | 13,3 | 1670     |
| Viana do Castelo | Ponte de Lima               | 73,2  | 26,8 | 5199     |
| Viana do Castelo | Valença                     | 34,9  | 65,1 | 1927     |
| Viana do Castelo | Viana do Castelo            | 71,3  | 28,7 | 8200     |
| Viana do Castelo | Vila Nova de Cerveira       | 72,5  | 27,5 | 1118     |
| Vila Real        | Alijó                       | 87,1  | 12,9 | 2664     |
| Vila Real        | Chaves                      | 74,2  | 25,8 | 4570     |
| Vila Real        | Mesão Frio                  | 95,4  | 4,6  | 871      |
| Vila Real        | Mondim de Basto             | 99,4  | 0,6  | 1167     |
| Vila Real        | Montalegre                  | 76,3  | 23,7 | 2874     |
| Vila Real        | Murça                       | 91,4  | 8,6  | 1039     |
| Vila Real        | Peso da Régua               | 93,7  | 6,3  | 2666     |
| Vila Real        | Ribeira de Pena             | 92,2  | 7,8  | 987      |
| Vila Real        | Sabrosa                     | 86,9  | 13,1 | 1646     |
| Vila Real        | Santa Marta de Penaguião    | 78,2  | 21,8 | 1858     |
| Vila Real        | Valpaços                    | 87,9  | 12,1 | 2596     |
| Vila Real        | Vila Pouca de Aguiar        | 86,0  | 14,0 | 1867     |
| Vila Real        | Vila Real                   | 88,7  | 11,3 | 6613     |
| Viseu            | Armamar                     | 85,2  | 14,8 | 1479     |
| Viseu            | Carregal do Sal             | 94,9  | 5,1  | 1848     |
| Viseu            | Castro Daire                | 87,4  | 12,6 | 2786     |
| Viseu            | Cinfães                     | 82,4  | 17,6 | 2855     |
| Viseu            | Lamego                      | 88,7  | 11,3 | 2897     |
| Viseu            | Mangualde                   | 85,5  | 14,5 | 3062     |
| Viseu            | Moimenta da Beira           | 88,4  | 11,6 | 1180     |
| Viseu            | Mortágua                    | 43,4  | 56,6 | 1582     |
| Viseu            | Nelas                       | 78,6  | 21,4 | 1875     |
| Viseu            | Oliveira de Frades          | 95,1  | 4,9  | 1710     |
| Viseu            | Penalva do Castelo          | 94,8  | 5,2  | 1537     |
| Viseu            | Penedono                    | 96,7  | 3,3  | 730      |
| Viseu            | Resende                     | 93,5  | 6,5  | 1718     |
| Viseu            | Santa Comba Dão             | 91,5  | 8,5  | 1989     |
| Viseu            | São João da Pesqueira       | 91,4  | 8,6  | 1369     |
| Viseu            | São Pedro do Sul            | 95,3  | 4,7  | 3574     |
| Viseu            | Sátão                       | 92,1  | 7,9  | 1881     |
| Viseu            | Sernancelhe                 | 93,1  | 6,9  | 1130     |
| Viseu            | Tabuaço                     | 99,1  | 0,9  | 1547     |
| Viseu            | Tarouca                     | 91,7  | 8,3  | 954      |
| Viseu            | Tondela                     | 74,1  | 25,9 | 5908     |
| Viseu            | Vila Nova de Paiva          | 97,4  | 2,6  | 1269     |
| Viseu            | Viseu                       | 75,5  | 24,5 | 8125     |
| Viseu            | Vouzela                     | 93,0  | 7,0  | 1804     |